# 인피니티 미러

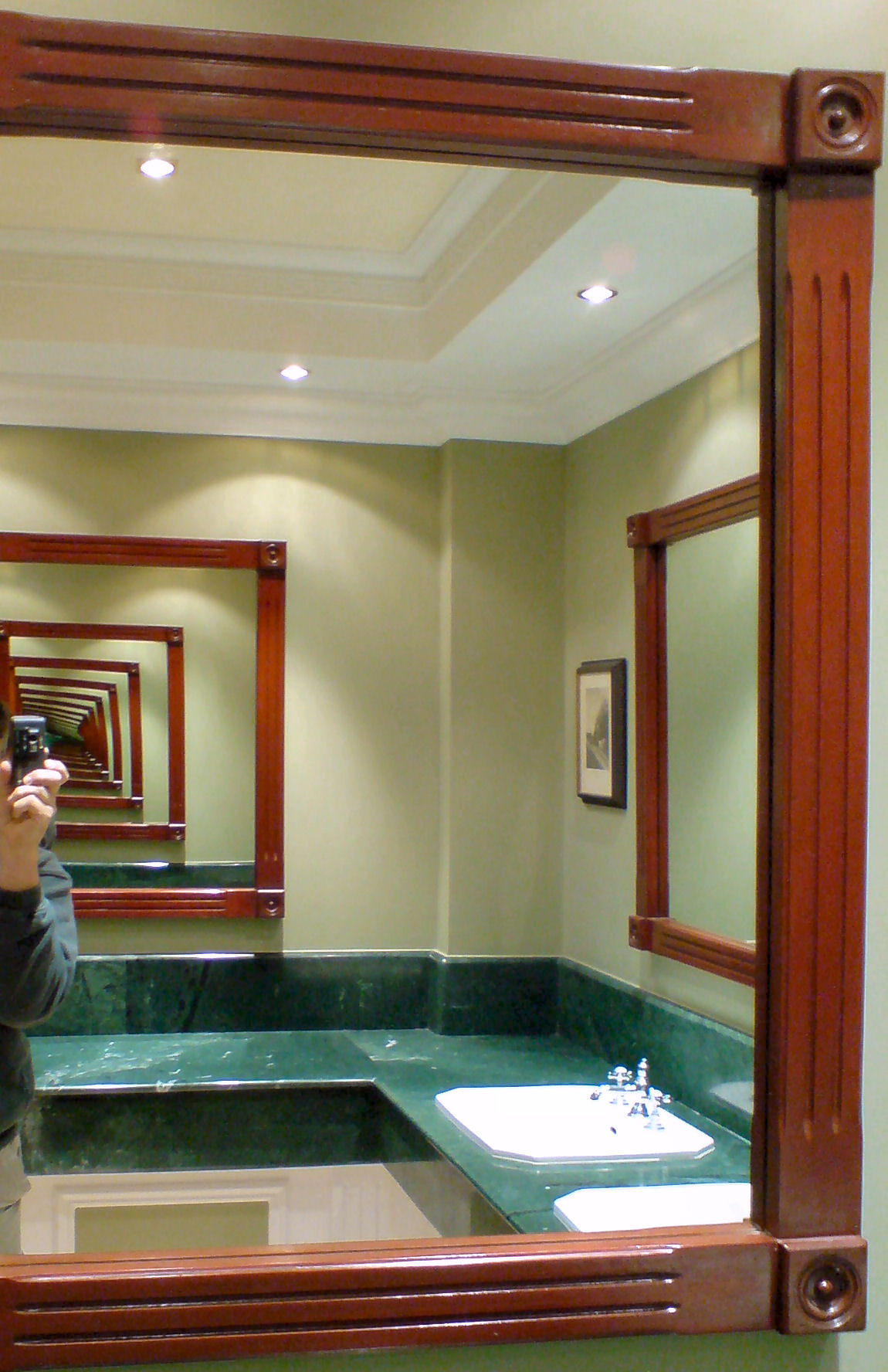
공중화장실에서 짝을 이룬 거울 사이로 보이는 인피니티 미러 효과

인피니티 미러(infinity mirror), 무한미러, 무한거울은 두 개 이상의 평행 거울 또는 각진 거울의 구성으로, 무한으로 멀어지는 것처럼 보이는 일련의 더 작고 작은 반사를 생성하도록 배열되어 있다. 인피니티 미러의 전면 거울은 종종 반은색(소위 단방향 거울)이지만 효과를 내기 위해 이것이 필요하지는 않다. 예술 작품에서 이와 유사한 현상을 드로스테 효과라고 한다. 인피니티 미러는 때때로 방의 액센트나 예술 작품에 사용된다.

## 같이 보기
- 만화경
- 거울상
- 광공진기
- 재귀
- 드로스테 효과